# Erich Erdös
Pour les articles homonymes, voir Erdös.
Erich Karl Erdös, né le 27 mars 1914 à Vienne et mort le 6 mai 2000 dans le district de Mendip dans le Somerset au Royaume-Uni, est un patineur artistique autrichien, qui concourt dans les années 1930. Il est médaillé de bronze mondial en 1934.

## Biographie

### Carrière sportive
Erich Erdös est triple vice-champion d'Autriche en 1933, 1934 et 1935.
Erich Erdös représente son pays à quatre championnats d'Europe (1932 à Paris, 1933 à Londres, 1934 à Seefeld in Tirol et 1935 à Saint-Moritz) et trois mondiaux (1933 à Zurich, 1934 à Stockholm et 1935 à Budapest). Il ne participe jamais aux Jeux olympiques d'hiver.
Lors de ces championnats internationaux, il conquiert deux médailles de bronze européenne en 1932 et 1933 et une médaille de bronze mondiale en 1934, à chaque fois derrière son compatriote Karl Schäfer et l'allemand Ernst Baier.
Il quitte les compétitions sportives en 1935.
À la fin des années 1930, il émigre au Royaume-Uni, où il se marie en 1944 et vit sous le nom d'Eric Forester, traduction libre de son nom Erdös.

## Palmarès
| Compétition             | 1932 | 1933 | 1934 | 1935 |  |  |  |  |  |  |  |  |  |  |  |  |  |  |  |  |  |  |  |  |  |  |
| Jeux olympiques         |      |      |      |      |  |  |  |  |  |  |  |  |  |  |  |  |  |  |  |  |  |  |  |  |  |  |
| Championnats du monde   |      | 4e   | 3e   | 7e   |  |  |  |  |  |  |  |  |  |  |  |  |  |  |  |  |  |  |  |  |  |  |
| Championnats d’Europe   | 3e   | 3e   | 5e   | 6e   |  |  |  |  |  |  |  |  |  |  |  |  |  |  |  |  |  |  |  |  |  |  |
| Championnats d’Autriche | 3e   | 2e   | 2e   | 2e   |  |  |  |  |  |  |  |  |  |  |  |  |  |  |  |  |  |  |  |  |  |  |
|                         |      |      |      |      |  |  |  |  |  |  |  |  |  |  |  |  |  |  |  |  |  |  |  |  |  |  |